# Ernst Friedrich II. (Sachsen-Hildburghausen)

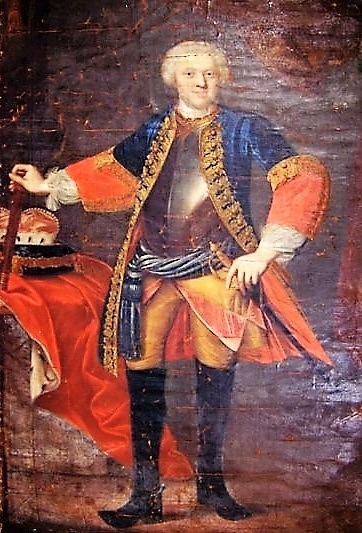
Herzog Ernst Friedrich II. von Sachsen-Hildburghausen

Ernst Friedrich II. von Sachsen-Hildburghausen (* 17. Dezember 1707 in Hildburghausen; † 13. August 1745 ebenda) aus der ernestinischen Linie der Wettiner, war Herzog von Sachsen-Hildburghausen.

## Leben
Ernst Friedrich II. war ein Sohn des Herzogs Ernst Friedrich I. von Sachsen-Hildburghausen (1681–1724) aus dessen Ehe mit Sophia Albertine (1683–1742), Tochter des Grafen Georg Ludwig I. von Erbach-Erbach. Damit gehörte er dem Haus Sachsen-Hildburghausen an.
Beim Tode seines Vaters noch minderjährig, übernahm seine Mutter von 1724 bis 1728 die Obervormundschaft. Diese verstand es, durch Sparmaßnahmen die Anzahl der inzwischen erhobenen Steuern zu halbieren.
Der Prinz wurde in Jena, Genf und Utrecht ausgebildet und unternahm mit seinem Bruder Ludwig Friedrich 1722 eine Reise nach Frankreich, wo er an den Krönungsfeierlichkeiten König Ludwig XV. teilnahm. Ernst Friedrich trat 1728 die Regierung an und übernahm, trotz der Bemühungen seiner Mutter, einen immer noch hochverschuldeten Staat. Im Jahr 1729 musste er aus Geldmangel das Gymnasium illustre schließen, welches Herzog Ernst im Jahr 1715 gegründet hatte. 1730 wurde auf Fürbitte der Herzogin-Mutter den Juden ein besonderer Gnadenschutzbrief gewährt, der sie mit erweiterten Rechten ausstattete. Ernst Friedrich gewährte im Jahr 1732 Salzburger Exulanten das Recht auf Ansiedlung im Land.
Bei einer Reise an den Hof Kaiser Karls VI. in Wien, wurde er auf Fürsprache seines Großonkels Joseph Friedrich 1733 zum kaiserlichen Obrist-Feldwachtmeister ernannt. Im Jahr 1743 erhielt er von Kurfürst Karl Theodor ein Infanterieregiment als Generalleutnant. Kaiser Karl VII. ernannte ihn daraufhin zum Generalfeldzeugmeister.
Stets an Körper und Gemüt kränkelnd, stand er den Problemen im Herzogtum hilflos gegenüber. Die Verschuldung des Landes war inzwischen so hoch, dass alle Staatseinnahmen nicht einmal mehr die Zinsen deckten.

## Nachkommen
Am 10. Juni 1726 vermählte er sich in Fürstenau mit Caroline (1700–1758), Tochter des Grafen Philipp Karl von Erbach-Fürstenau (1677–1736), mit der er folgende Kinder hatte:
- Ernst Friedrich III. Carl (1727–1780), Herzog von Sachsen-Hildburghausen

⚭ 1. 1749 Prinzessin Louise von Dänemark und Norwegen (1726–1756)
⚭ 2. 1757 Prinzessin Christiane Sophie Charlotte von Brandenburg-Bayreuth (1733–1757)
⚭ 3. 1758 Prinzessin Ernestine Auguste Sophie von Sachsen-Weimar-Eisenach (1740–1786)
- Friedrich August Albrecht (1728–1735)
- Eugen (1730–1795)

⚭ 1778 Prinzessin Christiane Sophie Caroline von Sachsen-Hildburghausen (1761–1790)
- Amalie (1732–1799)

⚭ 1749 Fürst Ludwig zu Hohenlohe-Neuenstein-Oehringen (1723–1805)